# 鉄道情報 (雑誌)
鉄道情報（てつどうじょうほう,繁体字中国語: 鐵道情報,英語: Rail News、英略称：RN）は台湾高雄市鼓山区のNGO団体中華民国鉄道文化協会が発行する 隔月刊（偶数月）の鉄道趣味雑誌で、2011年3-4月号で通巻200号を迎えた。
2018年より本誌No.234以降の発行は協会から総編集長古庭維が個人経営する「春臨台湾文化事業坊」社で引き継ぐことが決定している。

## 概要
現存する台湾最古の鉄道雑誌で、1989年3月に台湾交通大学の交大鉄道研究会（zh:國立交通大學鐵道研究會）の会報誌として始まった。B4大の用紙1枚の簡素なものだった。
鉄道文化協会設立後、第83号より同会が発行母体となり、A4サイズの雑誌形式に変更された。第108号（1999年7-8月）に一度休刊、翌年7月に第108号を復刊した。
2002年にはバックナンバー（1-82号）をまとめた復刻本を出版。
第187号よりISSNを取得し一度は月刊体制に移行を試みたが、発行スケジュールなどを鑑み、毎号約100ページの隔月刊に落ち着いた。
発行人は文化協会会長が就任しており、現在は任恒毅。これまでに洪致文、賴德湘、鄧志忠、黃維崧、謝明勳などが歴任している。組織形態は編集長（中国語: 總編輯）1人のみで現在は古庭維。以前は全員がボランティアで合作していた。現在もライターは無報酬で執筆している。2016年1月発売の第228号以降、再度休止状態になっていたが、2017年1月に再開した。
台湾のみならず日本にも愛読者が多い。編集長の古は「写真と漢字の構成や似通った専門用語、大半の台鉄路線が日本統治時代に建設され、捷運や台湾高速鉄道などで日本製の車両が採用されているなど、国内趣味の延長上で楽しめるからでは。」と語っている。

## 販売拠点
台湾国内の大手書店、鉄道関連店舗のほか、日本でも東京都、大阪市の数か所の書店で取り扱いがある。

## 評価
台湾の大手書店の誠品書店が発行する書評誌「誠品好読」では「台湾の鉄道ファンの必読本」と評価を受けている。
2012年7月13日に行政院新聞局主催第36回ゴールデン・トライポッド・アワード（zh:金鼎獎）で
最優秀大衆科学雑誌に選定された。

## 派生刊行物
- 取材に際して大量に発生する資料、写真は近年カレンダーや絵はがきとして販売されている。また、台湾鉄路管理局のダイヤ改正時には運行図が発行される。
- 本誌以外の出版物・商品は「春臨台湾文化事業坊」名義で出版・発行される。

## その他鉄道関係出版物
- 人人出版の季刊雑誌「鐵道旅行」（2001-2003年、毎年3,6,9,12月発売[15]）
- 台湾高速鉄道商務車の無料車内誌「T PLUS」（2011年まで隔月刊。総編集[16]）：「T」にはTaiwan、Transportation、Train、Travel、Touchなど多数の意味が込められている。現在は従来からあった月刊の「T Life」に集約され、普通車の座席にも置かれている[17]。